# Elektra (film 2005)
Elektra è un film del 2005 diretto da Rob Bowman, ispirato all'omonimo personaggio creato da Frank Miller per i fumetti Marvel. 
La pellicola è uno spin-off del film Daredevil (2003), del quale appaiono alcune brevi sequenze.
Nel cast ci sono Jennifer Garner, che interpreta il ruolo di Elektra, e Will Yun Lee in quello di Kirigi, membro della Mano. Kirsten Prout e Goran Višnjić interpretano i Miller, in omaggio al creatore del personaggio Frank Miller. Nella pellicola appare anche Natassia Malthe nel ruolo di Typhoid Mary, Terence Stamp nel ruolo di Stick (che nei fumetti è il mentore di Daredevil) e Jason Isaacs in un piccolo ruolo non accreditato.
Negli Stati Uniti è uscita una director's cut del film che aggiunge tre minuti di scene inedite alla pellicola.

## Trama
Elektra Natchios, dopo essere stata uccisa dal sadico assassino Bullseye, viene resuscitata da Stick, maestro cieco di arti marziali e capo della setta ninja dei Casti. Stick prende Elektra tra i suoi allievi e la inizia alla via del Kimagure, un'antichissima arte che conferisce a coloro che la sanno usare varie abilità, come la preveggenza e il potere di far risorgere i defunti. Elektra diviene ben presto la più forte tra i discepoli di Stick, ma dopo poco tempo il maestro la caccia via senza alcuna spiegazione. Elektra, rossa dalla rabbia e dall'umiliazione, per vendetta decide di sfruttare le abilità apprese per proprio tornaconto e diviene una letale ed infallibile assassina a pagamento.
Il film si apre con l'ultimo degli omicidi di Elektra: la donna viene ingaggiata per eliminare un potente malavitoso di nome De Marco. Elektra si infiltra nel rifugio e massacra uno dopo l'altro le guardie, per poi concludere la sua missione uccidendo a sangue freddo De Marco con i suoi micidiali sai. Poco tempo dopo, Elektra viene contattata da un ignoto mandante per uccidere due bersagli di cui tuttavia non conosce ancora le identità. Seguendo le istruzioni del mandante, Elektra affitta una villa su un'isola e fa la conoscenza di due abitanti del luogo, Mark Miller e la sua ribelle figlia tredicenne Abby, finendo suo malgrado per affezionarsi a loro. Qualche giorno dopo, McCabe, l'agente di Elektra, fa avere alla donna le informazioni sui bersagli, che si rivelano essere proprio i Miller. Elektra, già oppressa dai sensi di colpa per l'omicidio di De Marco e tormentata da orribili incubi in cui rivive l'assassinio della madre, rifiuta l'incarico.
La potentissima organizzazione criminale ninja nota come la Mano prende di mira Abby, ritenendo che la ragazzina sia ciò che un'antica profezia chiama il "Tesoro": una guerriera destinata a sconvolgere l'equilibrio tra Bene e Male, e quindi di decidere la guerra tra i Casti, eroi del Bene, e la Mano, incarnazione del Male. Lo scopo della Mano è prendere con sé Abby per far volgere la profezia in proprio favore, poiché essa stabilisce che la vittoria finale andrà alla fazione con cui Abby sceglierà di schierarsi. La Mano invia due dei propri guerrieri a rapire la ragazzina; Elektra, grazie al proprio Kimagure che, seppur incompleto, è abbastanza sviluppato da permetterle di prevedere il futuro, percepisce la minaccia e riesce a salvare Mark ed Abby. Elektra si reca poi da Stick per affidargli i Miller, ma l'anziano maestro le spiega che, avendo scelto consapevolmente di salvarli, è compito di Elektra proteggerli.
Il maestro Roshi, capo della Mano, permette a suo figlio Kirigi di organizzare una nuova squadra per trovare il "Tesoro"; della squadra di Kirigi fanno parte Stone, un gigante invulnerabile dalla forza smisurata, Tattoo, in grado di materializzare i tatuaggi sul proprio corpo, Typhoid Mary, una pericolosa guerriera dal fiato velenoso, e Kinkou, un ninja dall'agilità sovrumana. Elektra si rifugia con i Miller a casa di McCabe, ma Kirigi e i suoi uomini riescono a rintracciarli ed Elektra e i Miller riescono a scappare appena in tempo, mentre McCabe muore nel vano tentativo di ostacolare la Mano. Kirigi e la sua squadra danno la caccia ad Elektra e ai Miller in una foresta; Abby, svelando il suo potere come "Tesoro", riesce ad eliminare Kinkou, mentre Elektra, giocando d'astuzia, ha la meglio su Stone. La protagonista viene tuttavia attaccata da Typhoid Mary, che le infligge un terribile bacio in bocca avvelenato; la situazione è salvata dall'arrivo di Stick e dei Casti e Kirigi è costretto a fuggire con ciò che rimane della sua squadra.
Al sicuro al campo dei Casti, Elektra, ripresasi dall'attacco di Typhoid Mary, viene messa al corrente da Stick della profezia sul "Tesoro" e scopre che è stato proprio il suo antico maestro ad architettare il finto omicidio dei Miller: lo scopo era che Elektra mettesse finalmente da parte il suo odio e la sua rabbia e si scoprisse per la persona pura e generosa che è realmente. Ciò era necessario perché anche Elektra è stata un "Tesoro", proprio come Abby: la Mano uccise sua madre per indurla a convertirsi al Male, ma Elektra, grazie al suo affetto per i Miller, è riuscita a redimersi e a tornare dalla parte del Bene. Ciò significa che il Male è stato per ora sconfitto, ma anche che l'esito della guerra dipende ora solo da Abby. Elektra, non volendo che Abby debba soffrire com'è accaduto a lei, propone a Kirigi uno scontro finale in cui decidere il destino di Abby; Kirigi accetta.
La battaglia finale avviene nella vecchia villa dei Natchios, ora abbandonata. Elektra sgomina senza difficoltà i semplici guerrieri della Mano e affronta Kirigi; i due si trovano finalmente faccia a faccia ed Elektra ricorda che è stato proprio lui ad uccidere sua madre. Nonostante la furia che ciò scatena in Elektra, Kirigi si rivela troppo abile per lei e la protagonista si ritira con l'aiuto di Abby, che l'ha seguita per aiutarla. Rifugiatesi nel labirinto di siepi nel giardino della villa, Elektra ed Abby si perdono di vista e la ragazzina viene intrappolata da Tattoo. Elektra elimina Tattoo, ma Abby viene trovata da Typhoid Mary, che la uccide per pura gelosia: la stessa Typhoid Mary, infatti, è stata in passato un "Tesoro" che ha scelto di schierarsi con la Mano. Elektra raggiunge Kirigi per concludere il duello: Elektra è nuovamente in difficoltà, ma il ricordo dei suoi genitori e di Abby le dà la forza per continuare e la protagonista riesce a sconfiggere Kirigi.
Elektra uccide Typhoid Mary, l'ultima superstite della squadra di Kirigi, e riesce ad usare il Kimagure per riportare in vita Abby grazie al suo profondo affetto per la ragazzina, che le ha fatto superare la sua rabbia. Elektra saluta Mark ed Abby e fuori dalla villa viene raggiunta da Stick, al quale confessa di essere preoccupata che Abby finisca per diventare come lei. Stick, con un sorriso enigmatico, le ricorda che ciò dipenderà solo da Abby ed Elektra, fiduciosa che la ragazzina saprà prendere la strada giusta, saluta il maestro e si allontana per la sua strada, verso una nuova vita.

## Personaggi
- Jennifer Garner è Elektra Natchios: Bellissima assassina a pagamento e protagonista del film.
  - Lara Ward: Elektra da bambina.
- Kirsten Prout è Abby Miller
- Goran Višnjić è Mark Miller: il padre di Abby. È stato chiamato così in onore di Frank Miller, creatore del personaggio di Elektra.
- Terence Stamp è Stick: un cieco maestro di arti marziali e praticante del Kimagure, una tecnica che rende abili di prevedere il futuro e controllare la vita e la morte. Egli resuscita Elektra e l'addestra per un periodo abbandonandola quando ella deve ormai fare da sé. Oltre a Elektra addestrò in passato anche Matt Murdock, il fidanzato della ragazza.
- Will Yun Lee è Kirigi: un membro del misterioso e malvagio gruppo conosciuto come la Mano, e l'assassino della madre di Elektra.
- Cary-Hiroyuki Tagawa è Roshi: padre di Kirigi e leader della Mano.
- Colin Cunningham è McCabe, l'agente di Elektra.
- Hiro Kanagawa è Meizumi.
- Natassia Malthe è Typhoid: membro della Mano che ha l'abilità di avvelenare qualsiasi cosa nel suo percorso. Confessa ad Abby di essere stata lei in passato "Il Tesoro".
- Bob Sapp è Stone: membro della Mano che ha una forza sovrumana e una quasi invulnerabilità fisica.
- Chris Ackerman è Tattoo: membro della Mano con l'abilità di dare vita agli animali che ha tatuati nel corpo.
- Edison T. Ribeiro è Kinkou: membro della Mano con incredibili velocità e agilità.
- Jana Mitsoula è Christina: la madre di Elektra.
- Kurt Max Runte è Nikolas Natchios: il padre di Elektra.
- Jason Isaacs (non accreditato) è DeMarco: un personaggio che nella sua carriera si è creato molti nemici assassinato da Elektra nelle prime scene del film.
- Ben Affleck: ha ripreso il suo ruolo di Matt Murdock in un cameo, voluto dalla protagonista, che è stato eliminato nella versione cinematografica del film ma incluso nell'edizione home video.[4][5]

## Produzione
Le riprese sono iniziate a maggio 2004 a Vancouver.
Il film è stato realizzato durante la pausa di Jennifer Garner dal programma televisivo Alias, e la produzione è stata limitata da quel lasso di tempo. Secondo quanto riferito, Garner non voleva fare il film e lo fece solo perché era legalmente obbligata a causa degli obblighi contrattuali di Daredevil.
Rob Bowman ha dichiarato che il film era "letteralmente 12 fotogrammi di un film da un R-rating" a causa delle obiezioni di MPAA a diverse scene di morte.
Nel marzo 2005, il produttore Avi Arid ha detto agli investitori che la Marvel aveva commesso un errore mentre correva con Elektra . "Non lo faremo mai più", ha detto.

## Colonna sonora

### Elektra: The Album
| Recensione | Giudizio |
| ---------- | -------- |
| AllMusic   | [ 9 ]    |

Elektra: The Album  è stato distribuito nel 2005 da Wind-up Records. Come con molte colonne sonore Wind-up, quasi nessuna delle canzoni presenti nell'album è stata effettivamente utilizzata nel film. "Sooner or Later" viene riprodotta brevemente in una scena e viene anche riprodotto un remix non incluso in questo album di "Hollow". I titoli di coda sono "Wonder", "Photograph" e "Thousand Mile Wish (Elektra Mix)": ma a parte queste, nessuna delle canzoni dell'album è stata usata nel film reale. Varèse Sarabande pubblicò un album di colonne sonore contenente le selezioni della musica originale di Christophe Beck dal film.

### Tracce
1. Never There (She Stabs) – 3:44 – Strata
2. Hey Kids – 2:58 (testo: Chris Cester / Nic Cester / Cameron Muncey) – Jet
3. Everyone is Wrong – 3:28 (testo: The Donnas) – The Donnas
4. Sooner or Later (Soren's Song) – 4:09 (testo: Jon Foreman) – Switchfoot
5. Thousand Mile Wish (Elektra Mix) – 4:00 (testo: S. A. Anderson / Rich Beddoe / James Black / Rick Jackett) – Finger Eleven
6. Wonder – 3:53 – Megan McCauley
7. Your Own Disaster – 5:42 (testo: Taking Back Sunday) – Taking Back Sunday
8. Breathe No More – 3:48 (testo: Amy Lee) – Evanescence
9. Photograph – 3:58 (testo: Dr. E. LaQuint Weave) – 12 Stones
10. Save Me – 3:27 (testo: Mark Tremonti) – Alter Bridge
11. Beautiful – 3:03 – The Dreaming
12. Hollow – 4:04 (testo: Donald Carpenter / TJ Davis / Eric Friedman / Kelan Luker) – Submersed
13. Angels With Even Filthier Souls – 2:55 (testo: Hawthorne Heights) – Hawthorne Heights
14. 5 Years – 3:52 – The Twenty Twos
15. In the Light – 4:13 – Full Blown Rose

Durata totale: 57:14

### Elektra: Original Motion Picture Score
Lo score è composto da Christophe Beck.
1. Main Title
2. DeMarco's End
3. Ferry Crossing
4. Insomnia
5. Ninjas
6. The Hand
7. Gnarly Gongs
8. Stick
9. Just Sit Quietly
10. The Kiss
11. Escape from McCabe's
12. Tattoo
13. The Forest
14. Wolf Run
15. Typhoid
16. Just A Girl
17. Homecoming
18. Candle Trick
19. Kirigi
20. Hedge Maze Brawl
21. Elektra's Second Life

## Distribuzione
Elektra è stato distribuito il 14 gennaio 2005 negli Stati Uniti in 3.204 cinema.
Il film è arrivato nei cinema italiani il 4 febbraio 2005.

### Edizioni home video
Elektra è uscito in DVD il 5 aprile 2005 (Stati Uniti), in VHS nel maggio 2005, mentre il Blu-ray il 19 ottobre 2009, ma solo nel Regno Unito (e in Francia). La versione americana è uscita il 4 maggio 2010. Contiene solo il taglio del regista senza rating del film.
Il DVD del film è stato distribuito dalla Twentieth Century Fox e contiene i seguenti contenuti speciali:
- Making of;
- Versione del regista;
- Scene eliminate; tra cui una in cui Ben Affleck riprende il ruolo Daredevil;
- Making of di Daredevil: Director's Cut.

#### Director's cut
Nell'ottobre 2005 è uscito il DVD con la versione del regista (Director's cut) non classificato, esteso e leggermente raffinato, con un taglio dettagliato per l'uscita in Home video. A differenza della versione del regista di Daredevil che ha aggiunto una trentina di minuti di materiale non nella versione teatrale originale, questa versione ha cambiato solo circa sette minuti di riprese, estendendo il tempo totale di soli tre minuti. È stato anche criticato per uno scarso trasferimento di video.

## Accoglienza

### Incassi
Con un budget di 65 milioni di dollari, il film è stato un flop.
Elektra è stato distribuito il 14 gennaio 2005 negli Stati Uniti in 3.204 teatri. Nel suo weekend di apertura, si è classificato quinto, prendendo $ 12,804,793. Nel suo secondo fine settimana, ha incassato $ 3.964.598, un calo del 69%. Negli Stati Uniti il totale lordo è stato di $ 24,409,722, al momento il più basso per un film che presenta un personaggio della Marvel Comics da Howard e il destino del mondo. Il film ha incassato globalmente 56.681.566 dollari.
Dopo la sua uscita, Elektra è stato un fallimento sia commerciale sia critico.

### Critica
Il film ha ricevuto recensioni negative da parte della critica, che ha trovato la sceneggiatura e la trama carenti, ma molti hanno elogiato la recitazione di Garner e le sequenze d'azione.
Il film ha ricevuto recensioni ampiamente negative da parte dei critici cinematografici. Basato su 165 recensioni raccolte da Rotten Tomatoes, il film ha un punteggio dell'11%, con un punteggio medio di 3,82/10. Consenso critico del sito si legge: "Jennifer Garner interpreta il suo ruolo con sincero entusiasmo, ma la sceneggiatura sorda  di Elektra è troppo seria e priva di dialoghi intelligenti per fornire emozioni coinvolgenti." Su Metacritic, il film ha un punteggio di 34 su 100 basato su 35 critiche, che indica "recensioni generalmente sfavorevoli". Il pubblico intervistato da CinemaScore ha assegnato al film un voto B in scala da A a F.
Roger Ebert del Chicago Sun-Times ha dato al film 1,5 stelle su un massimo di 4. Scrive: "Gioca come una collisione tra pezzi avanzati e pezzi di storie di supereroi Marvel. Non può decidere quale tono colpire". Helen O'Hara della rivista Empire ha dato al film 2 su 5 stelle, e ha dichiarato: "Nonostante la qualità stellare che trasuda, Garner fatica a superare i limiti della sceneggiatura". Brian Lowry di Variety scrive: "Elektra" si rivela non più soddisfacente, un filato di supereroi ispirato ai personaggi, la cui raffica di riscrittura dell'ultimo minuto si manifesta in una trama sconnessa". Claudia Puig di USA Today scrive "La sua grazia (Garner) e le sue abilità mistiche costituiscono un fardello solitario, e dovremmo sentire il suo dolore, ma sentiamo il nostro per aver dovuto sederci in questo film sciocco". Puig ha concluso che Garner "è molto più attraente quando interpreta in modo affascinante e adorabile, come lo ha fatto in 13 con Going on 30". Jonathan Rosenbaum del Chicago Reader scrive:" Questo non ha certo incendiato il mondo, ma sono rimasto affascinato dal suo vecchio stile narrativo, che è piacevolmente privo di aridità, autocoscienza o battute di stile "Kill Bill" ".

### Conseguenze
Il critico cinematografico scozzese Scott Mendelson ha accusato il film di aver rovinato la carriera di Jennifer Garner e ha dichiarato di aver eliminato per un decennio l'idea di un film con supereroi femminili come protagoniste. In una e-mail divenuta pubblica a causa di un furto informatico ai danni di Sony Pictures, l'amministratore delegato della Marvel Entertainment CEO Ike Perlmutter citò Elektra come un esempio di un film supereroe con protagonista femminile non redditizio. Scrisse: "Pessima idea e risultato finale è stato molto, molto brutto".
Nel 2016 Katharine Trendacosta di io9 ha recensito il film e lo ha definito "In qualche modo è molto peggio di quanto si ricordi" e ha affermato che la versione di Elektra nel Daredevil di Netflix potrebbe essere solo un miglioramento.

## Riconoscimenti
- MTV Movie Awards 2005
  - miglior bacio (tra Jennifer Garner e Natassia Malthe)[32]
- Teen Choice Awards 2005[33]
  - Nomination miglior attrice in un film d'azione / avventura / thriller a Jennifer Garner

## Videogioco
Era previsto che Elektra avesse anche un videogioco basato sul film con il supporto dei fumetti. Il gioco non fu mai pubblicato, poiché gli editori ritenevano che non sarebbe stato abbastanza popolare. Un gioco basato sul film è stato pubblicato per telefoni.

## Marvel Cinematic Universe
Nel luglio 2023, è stato riferito che Jennifer Garner sarebbe apparsa nel 34° film del Marvel Cinematic Universe Deadpool & Wolverine (previsto per il 26 luglio 2024), che tratta del concetto del multiverso e in cui riprenderà il ruolo di Elektra.